# Desolation Angels (roman)
Desolation Angels, der udkom I 1965, men som blev skrevet adskillige år tidligere, er en af den amerikanske forfatter Jack Kerouacs mest selvbiografiske romaner, og den udgør en del af hans Duluoz-legende. Ifølge bogens forord er bogens begyndelse taget næsten direkte fra en dagbog, han skrev, mens han arbejdede som brandvagt i et udkigstårn på Desolation Peak i North Cascade-bjergene i staten Washington. Meget af den psykologiske og åndelige kamp, som bogens hovedperson, Jack Duluoz, gennemgår, afspejler Kerouacs egen stigende desillusionering med den buddhistiske filosofi, som han tidligere havde været fascineret af.

Denne artikel er en oversættelse af artiklen Desolation Angels på den engelske Wikipedia